# The Art of Personal Chaos
En 2025, la cantante estadounidense Lady Gaga llevó a cabo una serie de conciertos promocionales para apoyar su octavo álbum de estudio, Mayhem (2025), concebidos bajo el concepto de The Art of Personal Chaos. El ciclo, compuesto por nueve fechas, comenzó con su actuación en la vigésimo cuarta edición del festival Coachella, continuó en México, Brasil y Singapur. El recital de Río de Janeiro, de acceso gratuito y transmitido en vivo, convocó a más de 2.5 millones de personas, convirtiéndose en el espectáculo más multitudinario de su carrera y en el recital con mayor público registrado para una artista femenina en solitario.
El espectáculo fue concebido como una puesta teatral dividida en actos, con una narrativa visual influenciada por la ópera y el drama psicológico. Gaga codirigió el show junto a la coreógrafa Parris Goebel, con quien desarrolló cada acto desde el concepto hasta la puesta en escena. A lo largo de los segmentos, interpretó canciones nuevas y clásicos en medio de escenografías elaboradas, elementos simbólicos y guiños a la moda de Alexander McQueen, construyendo una narrativa de transformación y confrontación interna.
La crítica elogió su propuesta visual y escénica, así como la interpretación vocal de Gaga, destacando su ambición teatral, la cohesión del concepto y la fuerza de su ejecución en vivo. Algunos medios calificaron su presentación en Coachella como uno de los mejores espectáculos en la historia del festival, y las reseñas de los conciertos en México, Brasil y Singapur también fueron positivas. El espectáculo generó un notable impacto económico y turístico en ciudades como Río de Janeiro y Singapur, con récords en búsquedas de vuelos, hospedajes y ventas anticipadas.

## Antecedentes y desarrollo
Gaga encabezó por segunda vez el festival Coachella en 2025, tras haber participado por primera vez en 2017 como reemplazo de último momento de Beyoncé, quien se retiró por su embarazo. El 20 de noviembre de 2024, anunció a través de sus redes sociales su regreso al evento, al que describió como «una noche masiva de caos en el desierto». Explicó que tenía una visión artística que no había podido concretar en su presentación anterior por cuestiones de tiempo, pero que esta vez estaba lista para llevarla a cabo para sus seguidores. En los días previos, declaró a Rolling Stone que había trabajado con la coreógrafa Parris Goebel en un espectáculo «muy especial», creado «momento a momento», aunque evitó adelantar más detalles. Su presentación fue anticipada bajo el título Mayhem in the Desert, y luego anunciada oficialmente como The Art of Personal Chaos, en referencia al concepto de su álbum Mayhem (2025).
Los conciertos en Ciudad de México se anticiparon durante una conferencia de prensa en Brasil, el 21 de febrero de 2025, donde se mencionó que Gaga ofrecería «un par de espectáculos en estadios entre sus presentaciones en Coachella y Copacabana». El anuncio oficial se realizó el 3 de marzo, y el evento, titulado Viva la Mayhem, se llevó a cabo el 26 y 27 de abril de 2025 en el Estadio GNP Seguros. Durante ambos conciertos, conmovió a sus fans con un espectáculo impresionante y un emotivo gesto: leyendo una carta completamente en español, lo que generó una ovación eufórica del público. 

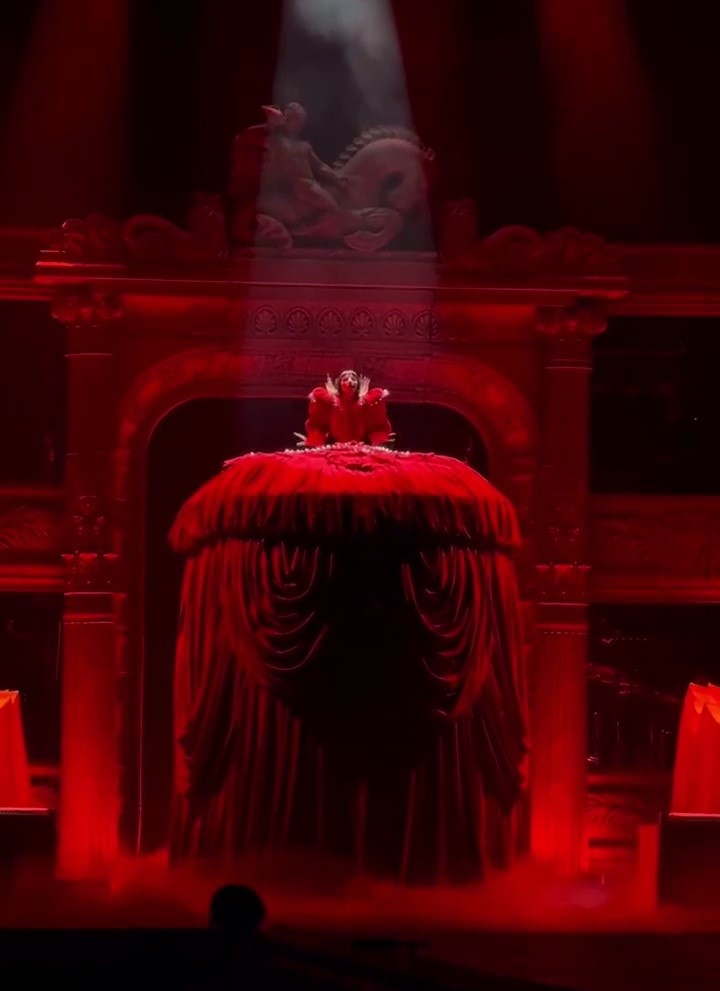
Gaga durante el primer acto de su concierto en Copacabana en 2025.

Gaga ofreció un concierto gratuito el 3 de mayo de 2025 en la playa de Copacabana, en Río de Janeiro, Brasil. El evento, titulado Mayhem on the Beach, se dio a conocer el 21 de febrero de 2025 a través de sus redes sociales. Ese mismo día, se realizó una conferencia de prensa en el Teatro Prio de Río de Janeiro, donde la productora Bônus Track confirmó la realización del recital en el marco de la iniciativa Todo Mundo no Rio, en colaboración con la prefectura y el gobierno del estado. Por su parte, Gaga expresó:

Es un gran honor que me hayan pedido cantar para Río. A lo largo de toda mi carrera, los fanáticos de Brasil han sido una parte vital del alma de los little monsters. Moría de ganas por actuar para ustedes desde hace años y me rompió el corazón cuando tuve que cancelar en el pasado porque fui hospitalizada. Su comprensión de que necesitaba ese tiempo para sanar significó el mundo para mí. Ahora regreso sintiéndome mejor que nunca y estoy trabajando muy duro para asegurarme de que este espectáculo sea uno que jamás olvidarán. Prepárense para Mayhem on the Beach.

El concierto marcó el regreso de Gaga a Brasil tras trece años, ya que su última presentación en el país fue con la gira The Born This Way Ball en 2012. Estaba previsto que regresara en 2017 para el festival Rock in Rio, pero debió cancelar por problemas de salud relacionados con la fibromialgia, lo que también provocó la suspensión del Joanne World Tour. Se estima que Mayhem on the Beach convocó a más de 2.5 millones de personas, convirtiéndose en el espectáculo más multitudinario de su carrera y el mayor de una artista femenina.
El 10 de marzo, Gaga anunció a través de Instagram que ofrecería cuatro conciertos en el Estadio Nacional de Singapur. El anuncio se produjo tras especulaciones en los medios que señalaban a Singapur como la sede exclusiva en el sudeste asiático de la que fue promocionada como «la gira mundial más grande de su carrera». Los espectáculos, titulados Lion City Mayhem (en malayo: Mayhem Singapura), serán sus únicas presentaciones en Asia en 2025. Estos conciertos forman parte del plan del gobierno de Singapur para atraer más turistas mediante eventos musicales de alto impacto económico.

## Producción
Los conciertos promocionales de Mayhem estuvieron concebidos como un espectáculo teatral dividido en actos, con una narrativa visual inspirada en la ópera y el drama psicológico. La primera presentación, realizada en el festival Coachella, marcó el inicio de esta propuesta escénica, cuya producción estuvo dirigida por Gaga junto a Parris Goebel, quien también se encargó de la coreografía. Ambas trabajaron de forma colaborativa desde el concepto general hasta la puesta en escena, compartiendo referencias visuales y desarrollando cada segmento como una viñeta con estética y coreografía propias. Días antes del festival, Gaga evitó adelantar detalles del espectáculo en una entrevista con Rolling Stone, aunque confirmó que había trabajado con Goebel en una presentación «muy especial», construida «momento a momento». Según explicó la coreógrafa, la preparación comenzó con poco tiempo de antelación y solo contaron con un ensayo general completo antes del debut, debido a la complejidad técnica del show. La escenografía, el vestuario a medida y la iluminación se diseñaron para representar distintas facetas del universo de Mayhem, con influencias del teatro experimental y de diseñadores como Alexander McQueen, cuya estética inspiró tramos como el de «Poker Face» sobre un tablero de ajedrez. Varias coreografías retomaron elementos de etapas anteriores de Gaga, combinados con nuevas propuestas pensadas tanto para el público presencial como para la transmisión en línea.
En cuanto al recital en la playa de Copacabana, en Río de Janeiro, la producción implicó un despliegue técnico de gran escala. La construcción del escenario comenzó el 7 de abril y se extendió por casi un mes, durante el cual se montó una estructura principal de 1260 metros cuadrados, elevada 2,20 metros sobre la arena para mejorar la visibilidad. Detrás se colocó un panel de LED de 60 metros de ancho y 806,25 metros cuadrados de superficie, complementado por 16 torres de delay equipadas con pantallas de 9 metros de altura distribuidas a lo largo de la playa, lo que permitió una experiencia visual uniforme en toda la zona.

## Sinopsis
El concierto, titulado The Art of Personal Chaos, se anuncia durante la introducción previa como un guiño al álbum Mayhem. El espectáculo comienza con The Manifesto of Mayhem, un manifiesto leído por Gaga y la Mistress of Mayhem, marcando el inicio del primer acto, «De terciopelo y vicio». Gaga aparece sobre un imponente vestido rojo de siete metros de altura, inspirado en la época Tudor, mientras interpreta una versión orquestal de «Bloody Mary». La falda del vestido se levanta para revelar una estructura de acero en forma de jaula, donde se presentan los bailarines al ritmo de «Abracadabra». Luego, Gaga cambia de vestuario por otro vestido rojo y regresa a lo alto de la jaula para interpretar «Judas». Tras un breve interludio de baile y otro cambio de vestuario, canta «Scheiße» con un velo negro y un body inspirado en el cabaret. Los bailarines acompañan a Gaga mientras interpreta «Garden of Eden» con guitarra eléctrica, avanzando por la pasarela hacia el escenario secundario. Allí, sobre un gran tablero de ajedrez, se representa una partida inspirada en la colección de Alexander McQueen de 2005, durante «Poker Face», donde Gaga y su alter ego encarnan a las reinas. La simulación culmina con la victoria de la versión caótica de Gaga, quien declara: «¡Que le corten la cabeza!». Un interludio con el remix de Gesaffelstein de «Abracadabra» da cierre al primer acto.
El segundo acto, «Y ella cayó en un sueño gótico», inicia en un cementerio escénico, donde Gaga interpreta «Perfect Celebrity» junto a esqueletos, incluido el de su propio alter ego muerto. Durante la introducción instrumental de «Disease», los bailarines cobran vida en una intensa escena de lucha que concluye con Gaga siendo estrangulada. Emergiendo de la tumba con muletas y un largo velo blanco, canta una emotiva versión de «Paparazzi». Luego, sube a la parte superior del escenario, simula un teatro de ópera y, desde allí, interpreta «Alejandro», destacando la importancia del amor. Las bailarinas la llevan nuevamente al nivel inferior para continuar con «The Beast», canción que cierra el acto bajo la presencia de la Mistress of Mayhem sobre una luna de sangre. El tercer acto, «La bella pesadilla que conoce su nombre», arranca con un poderoso interludio de sintetizadores y tambores que introducen «Killah». Gaga aparece con un body azul y negro, acompañada de bailarines vestidos como bufones. En «Zombieboy», toma el rol de líder de un macabro espectáculo de circo, levantando calaveras y bailando de forma provocadora. A continuación, aparece un teclado adornado con calaveras y Gaga interpreta en solitario «Die with a Smile». Con las luces del escenario brillando en múltiples colores, recorre la pasarela e interactúa con el público mientras canta «How Bad Do U Want Me».
La Mistress of Mayhem regresa en el escenario secundario, caminando apresuradamente con un bastón y gritando: «Find her. Bring her to me» («Encuéntrenla. Tráiganmela»). Comienza así el cuarto acto, «Despertarla es perderla», con un medley coreografiado de «Shadow of a Man» y «Kill for Love». Tras un breve discurso sobre la autoaceptación, Gaga y sus bailarines interpretan «Born This Way», mientras avanzan hacia el escenario secundario, donde la espera un piano. Sentada al piano, canta «Shallow» y, luego, una íntima versión de «Vanish Into You», acompañada de sus seguidores en las primeras filas. Antes del cierre, se presenta un último interludio que enfoca al público a través de distintas cámaras, dando paso al acto final, «Aria eterna del corazón monstruoso». El concierto culmina con «Bad Romance», donde Gaga y su equipo visten trajes blancos de estilo isabelino, representando una operación médica medieval. Tras un mensaje grabado en el que Gaga derrota a la Mistress of Mayhem declarando «Los monstruos nunca mueren», todo el equipo se despide con una reverencia mientras un espectáculo de fuegos artificiales ilumina el cielo.

## Recepción crítica

### Coachella
Tomás Mier de Rolling Stone describió el espectáculo como «transformador» y afirmó que consolidó a Gaga como «un ícono pop único en su generación», al ofrecer «la actuación de su vida» en una ópera gótica dividida en actos, donde encarnó el conflicto entre dos versiones de sí misma mediante elementos teatrales como calaveras, tierra, estructuras móviles y un vestido de tres pisos. Lyndsey Havens de Billboard elogió la narrativa, afirmando que «el espectáculo de dos horas puede haber estado disfrazado de concierto, pero lo que tuvo lugar fue nada menos que un comentario cuidadosamente elaborado sobre la fama y la interpretación, y el costo de sostener ambas». David Brendan Hall, en una reseña para el sitio de los Grammy, lo calificó como «una clase magistral de producción y espectáculo en vivo» con una narrativa en actos y una escenografía que evocó una «ópera en el desierto». Chris Willman de Variety elogió la voz de Gaga, los vestuarios y la ambiciosa puesta en escena del show, describiéndolo como «en partes iguales extraño y emotivo» y destacando momentos como la coreografía sobre un tablero de ajedrez gigante y la fuerza visual de cada número musical. Adrian Horton de The Guardian lo calificó con la puntuación máxima de cinco estrellas, afirmando que:

La actuación de casi dos horas, que abarcó 22 canciones de su catálogo dance pop, representó una visión completamente realizada de una maestra del pop, un testimonio de años de experiencia ganada con esfuerzo al más alto nivel y una fiesta de baile espectacular con una producción y una entrega excepcionales. A sus 38 años, Gaga reina como una monarca de la música pop, y ejerció ese poder con un efecto asombroso la noche del viernes ante una multitud que se extendía más allá de lo visible. Su voz, perfeccionada con el tiempo, sonó más diestra y luminosa que nunca, y aunque no se saltó ni una nota, la actuación fue tanto una proeza interpretativa como vocal.

Consequence opinó que Gaga llevó «su estilo de interpretación dinámico al desierto en un espectáculo principal característicamente cautivador y altamente coreografiado que ya se ubica entre los mejores en los más de 25 años de historia del festival». Paolo Ragusa, del mismo medio, consideró que el concierto «demostró que Lady Gaga es una intérprete teatral sin igual, con un sólido catálogo y una insistencia en llevar sus presentaciones en vivo a niveles absurdos de precisión e intensidad». Mikael Wood de Los Angeles Times también destacó la voz «potente y valiente» de Gaga, y aunque consideró que la narrativa del espectáculo era algo difusa, afirmó que sus segmentos individuales fueron tan vívidos, divertidos y extraños que el conjunto terminó siendo una representación de su aceptación como «la excéntrica más grande de la música». Samantha Olson de Cosmopolitan afirmó que «Gaga transformó el desierto en una ópera gótica», ofreciendo un espectáculo «épico» que enfrentó sus dos facetas —la inocente y la oscura— en una narrativa dividida en actos, donde canciones como «Killah» y «Vanish Into You» ilustraron la intensidad emocional y teatral de Mayhem. María Porcel de El País lo calificó como «un espectáculo en el que Lady Gaga “mató, enterró y resucitó” a su yo del pasado», destacando una puesta en escena que simbolizó «cómo le ha costado convivir consigo misma» y reafirmó su mensaje final: «los monstruos nunca mueren». Erica Campbell de Paper calificó el espectáculo como «arte real» y un «testimonio hermoso» del álbum Mayhem para sus seguidores y para la música. Candela Barbieri de Marie Claire afirmó que «sin lugar a dudas, Gaga dio producción, coreografía, capacidad vocal, teatralidad, vestuario y presencia escénica, demostrando porqué hoy en día es una de las artistas más completas e importantes de la industria».

### Ciudad de México

Gaga interpretando «Alejandro» en el Estadio GNP Seguros.

Jamie Fullerton de The Daily Telegraph calificó el primer concierto en Ciudad de México con cuatro de cinco estrellas, describiéndolo como «una ópera gótica de alto concepto y estética camp donde Tim Burton se encuentra con The Rocky Horror Show», y afirmó que estableció «el estándar para una actuación pop gloriosamente exagerada». Jorge Emilio Sánchez de Excélsior describió el espectáculo como «una oda al caos y un viaje hacia la oscuridad durante 120 minutos», y comparó su estética visual y escenográfica con «una pintura de Salvador Dalí». Alberto Paredes de La Crónica de Hoy sostuvo que «tras más de diez años desde su última presentación en México, Lady Gaga regresó más fuerte que nunca, con uno de los espectáculos más impactantes de su carrera». Luis Ángel H. Mora de Infobae calificó el concierto como «un show épico lleno de pasión y teatralidad», y afirmó que Gaga ofreció «una oda a lo no convencional, a la diversidad, a la aceptación del dolor y del éxtasis como parte de la misma danza de la vida».

### Río de Janeiro
El equipo editorial de Folha de S.Paulo elogió el espectáculo en Río de Janeiro y destacó la prevalencia de lo visual sobre lo musical como un aspecto «innegable», además de resaltar los arreglos de las canciones por «reforzar el dramatismo». De forma similar, el equipo de O Globo valoró positivamente la producción y el diseño de vestuario del concierto, al considerar que esos dos elementos fueron responsables de «transformar la principal playa de Brasil en una verdadera pista de baile». Lanna Silveira de Correio da Manhã aclamó la interpretación vocal de Gaga y su presencia escénica, elogiando además la interacción directa de la cantante con el público. La periodista señaló que «cantó con la irreverencia de una estrella de rock y la sensibilidad de una artista que aún busca la mejor versión de sí misma y está íntimamente conectada con todo lo que implica su obra musical». Por su parte, Correio Braziliense, uno de los periódicos más importantes del país, resumió el espectáculo como «una narrativa muy bien ensayada sobre el enfrentamiento entre Lady Gaga, representante de toda la fama de la cantante, y Stefani Germanotta, la persona detrás de todo ello». Jottam Souza de InMagazine destacó el «carácter histórico» del recital en Copacabana, que describió como una «celebración a la música, a la diversidad y a la conexión entre artista y público», además de elogiar la propuesta visual del espectáculo.

### Singapur
Nylon Singapore calificó el espectáculo como «una noche de canto, baile y diversión sin adulterar», y lo describió como «un momento cultural a gran escala». La revista destacó la puesta en escena como «una experiencia teatral que trasciende el formato tradicional de concierto». Eddino Abdul Hadi de The Straits Times destacó el «espectáculo teatral de dos horas» de Gaga, con «coreografías precisas» y «una escenografía espectacular con múltiples elementos y cambios de vestuario».

## Impacto

### Turismo y economía

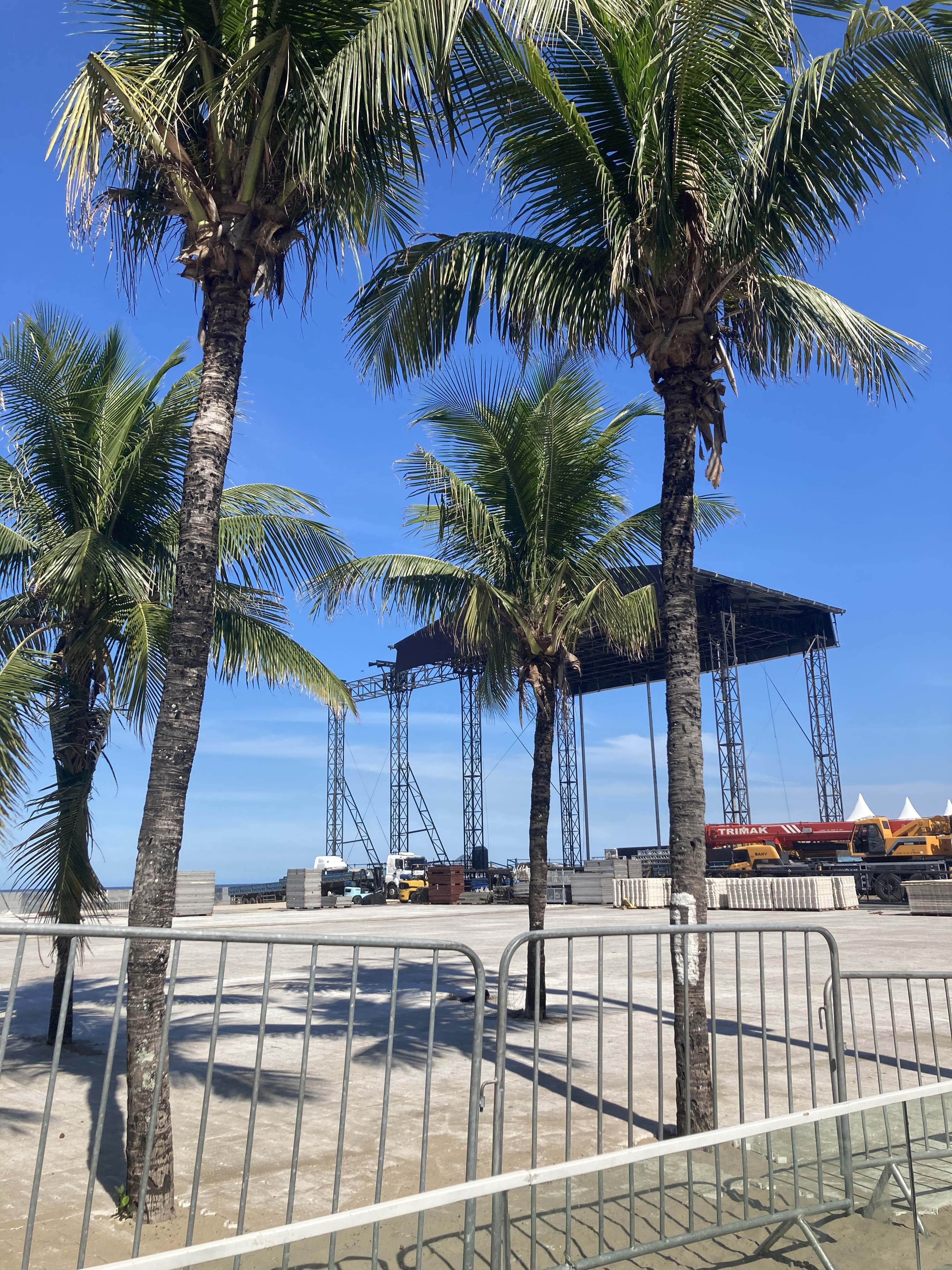
El concierto en Río de Janeiro reunió a más de 2.5 millones de personas, convirtiéndose en el más multitudinario de su carrera y de una artista femenina.

El concierto de Gaga en Brasil, Mayhem on the Beach, cuenta con el patrocinio de Corona y el respaldo del gobierno municipal de Río de Janeiro, en el marco de la iniciativa Todo Mundo no Rio, liderada por Bônus Track en colaboración con Live Nation. Luiz Oscar Niemeyer, director de Bônus Track, destacó que «eventos de este calibre ofrecen múltiples beneficios a la ciudad, tanto económicos como turísticos», mientras que el alcalde Eduardo Paes afirmó que «ayuda a construir nuestra identidad». Tras el anuncio, se registró un aumento significativo en la demanda turística hacia Río de Janeiro. Las búsquedas de vuelos desde Argentina crecieron un 150%, mientras que la empresa Despegar reportó un incremento del 650% respecto al año anterior. En Chile, Cocha informó aumentos del 250% en búsquedas y del 136% en reservas. Dentro de Brasil, las búsquedas de viajes hacia Río aumentaron más del 60%, y según Airbnb, la demanda de hospedajes en la ciudad fue 150 veces superior a la habitual, con Copacabana como el barrio más solicitado. La asistencia al concierto en Copacabana de 2025 se estimó en 2.5 millones de personas, lo que lo convierte en el espectáculo más multitudinario de la carrera de Gaga y en el recital con mayor público registrado para una artista femenina en solitario. Según la Alcaldía de Río de Janeiro, el evento generó un impacto económico estimado de 600 millones de reales (aproximadamente 109 millones de dólares) en la economía local.
En Singapur, la preventa de entradas para las cuatro fechas comenzó el 18 de marzo a través de Ticketmaster para titulares de tarjetas Mastercard, con más de dos millones de usuarios registrados en la fila virtual. La alta demanda provocó colapsos en el sitio web y dificultades de acceso. Kallang Alive Sport Management (KASM), una entidad respaldada por el gobierno, desempeñó un papel clave en la organización de los conciertos de Gaga en Singapur. A diferencia de The Eras Tour (2024) de Taylor Swift, que también contó con un acuerdo de exclusividad regional en el sudeste asiático, la Junta de Turismo de Singapur confirmó que no se otorgaron subvenciones gubernamentales para los espectáculos de Gaga. Los conciertos se alinean con la estrategia del país de atraer turismo mediante eventos musicales de alto rendimiento económico, como parte del desarrollo de una «economía de conciertos». Se espera que el evento tenga un impacto económico significativo en los sectores del turismo, la hotelería y la gastronomía. La aerolínea de bandera, Singapore Airlines, anticipa mayores ganancias en el primer trimestre debido al aumento de viajeros que asistirán a los conciertos. Tras el anuncio, las reservas de hoteles en Singapur por parte de usuarios de la región aumentaron un 358% en el sitio Agoda.

### Listas musicales
La discografía de Gaga aumentó su cantidad de reproducciones tras el concierto en Brasil, logrando posicionar once canciones en el Billboard Brasil Hot 100. En su duodécima semana en la lista, «Abracadabra» subió 53 posiciones y alcanzó un nuevo pico en el puesto número tres; «Die with a Smile» subió diez lugares y entró al top 10 en el puesto nueve, en su semana número 39 en la lista. También ingresaron al conteo «Judas» (15), «Poker Face» (22), «Bad Romance» (23), «Vanish Into You» (32), «Garden of Eden» (61), «Just Dance» (69), «Alejandro» (74), «Paparazzi» (76) y «Shallow» (100). Gaga también encabezó el listado Billboard Brasil Artistas 25, convirtiéndose en la segunda artista internacional en liderarlo desde Billie Eilish en la semana del 27 de mayo de 2024.

## Amenaza de bomba

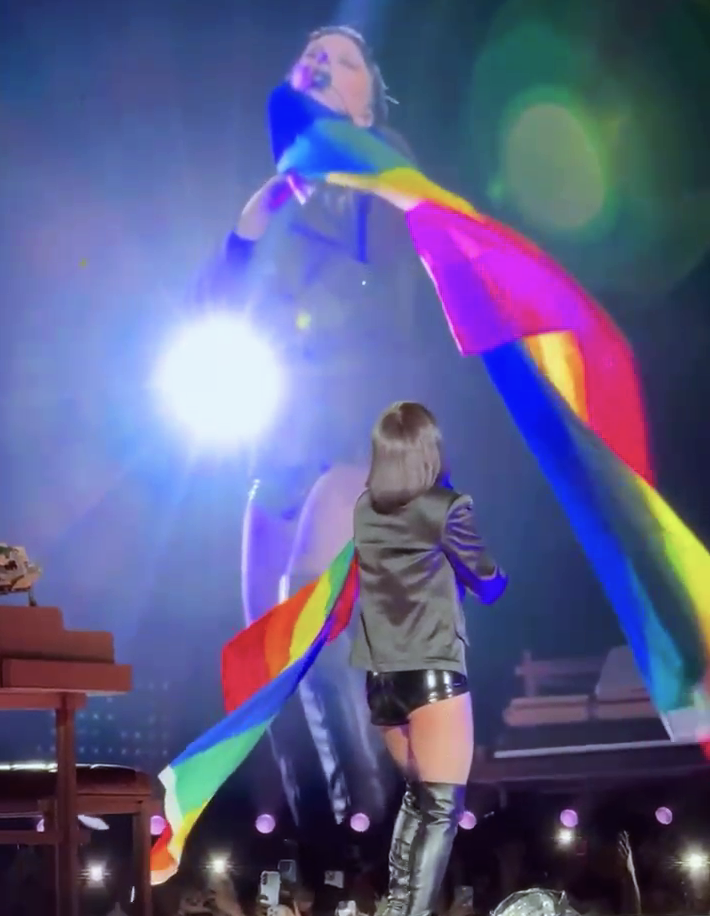
Gaga ondeando la bandera LGBT+ durante su concierto en la playa de Copacabana.

La Operación Fake Monster fue el nombre en clave asignado por la policía brasileña a un presunto plan para atentar con explosivos durante el concierto en la playa de Copacabana, realizado el 3 de mayo de 2025. Según las autoridades, el grupo detrás del plan intentó reclutar adolescentes mediante contenido violento y discursos de odio contra la comunidad LGBT+, en forma de un desafío colectivo en redes sociales. El nombre de la operación se inspiró en los seguidores de Gaga, conocidos como little monsters, ya que los acusados utilizaban perfiles falsos en redes sociales para hacerse pasar por miembros de esa comunidad, según detalló el Ministerio de Justicia, que colaboró en la acción.
La policía del estado de Río de Janeiro inició la investigación tras recibir un aviso de los servicios de inteligencia. Durante el evento, 5000 agentes de policía y militares participaron en las tareas de seguridad, que incluyeron el uso de drones y sistemas de reconocimiento facial. Los asistentes debieron pasar por detectores de metales. La investigación derivó en 15 allanamientos en los estados de Río de Janeiro, Mato Grosso, Río Grande do Sul y São Paulo, con la incautación de diversos dispositivos electrónicos. Dos de las órdenes de registro se realizaron con la colaboración del Consulado de Estados Unidos. Además, se detuvo a dos personas antes del inicio del concierto, que no registró incidentes ni interrupciones. El equipo de la cantante no fue informado de la amenaza y se enteró a través de los medios de comunicación el 4 de mayo. Hasta esa fecha, la investigación concluyó con la detención de un adulto por tenencia ilegal de armas y de un adolescente por posesión de pornografía infantil. También se arrestó y acusó a una tercera persona de terrorismo, a quien las autoridades señalaron por planear realizar un sacrificio humano satánico de un niño o bebé durante el concierto.

## Transmisión
Los conciertos de Gaga en las dos semanas del festival Coachella se transmitieron en línea a través del canal oficial del festival en YouTube. Su espectáculo en Río de Janeiro fue emitido en vivo por internet y televisión a través de TV Globo, Globoplay y Multishow como emisoras oficiales en Brasil. Además de las 2.5 millones de personas presentes en la playa, más de 34.5 millones de espectadores lo vieron por televisión.

## Lista de canciones
Esta lista de canciones corresponde al concierto del 11 de abril de 2025 en Coachella. Podría no representar la totalidad de los espectáculos.
| Acto I – «De terciopelo y vicio» 1. «Bloody Mary» 2. «Abracadabra» 3. «Judas» 4. «Scheiße» 5. «Garden of Eden» 6. «Poker Face» (seguida de un interludio de «Abracadabra (Gesaffelstein Remix)») Acto II – «Y ella cayó en un sueño gótico» 1. «Perfect Celebrity» 2. «Disease» 3. «Paparazzi» 4. «Alejandro» 5. «The Beast» | Acto III – «La bella pesadilla que conoce su nombre» 1. «Killah» 2. «Zombieboy» 3. «Die with a Smile» 4. «How Bad Do U Want Me» Acto IV – «Despertarla es perderla» 1. «Shadow of a Man» / «Kill for Love» 2. «Born This Way» 3. «Shallow» 4. «Vanish Into You» Final – «Aria eterna del corazón monstruoso» 1. «Bad Romance» |

Notas
- En el primer concierto en Coachella, Gaga fue acompañada en el escenario por Gesaffelstein durante «Killah».[100]
- En los conciertos de México, Brasil y Singapur, se agregó «Blade of Grass» al repertorio, interpretada al piano antes de «Shallow».[53]
- El 21 y 24 de mayo, en Singapur, se reemplazó «Blade of Grass» por «Always Remember Us This Way», interpretada al piano antes de «Shallow».

## Fechas de los conciertos
| Fecha (2025) | Ciudad           | País           | Lugar                        | Concierto            | Asistencia | Recaudación (en USD) |
| ------------ | ---------------- | -------------- | ---------------------------- | -------------------- | ---------- | -------------------- |
| 11 de abril  | Indio            | Estados Unidos | Empire Polo Club             | Mayhem in the Desert | Coachella  | Coachella            |
| 18 de abril  | Indio            | Estados Unidos | Empire Polo Club             | Mayhem in the Desert | Coachella  | Coachella            |
| 26 de abril  | Ciudad de México | México         | Estadio GNP Seguros          | Viva la Mayhem       | 124 000    | $15 500 000          |
| 27 de abril  | Ciudad de México | México         | Estadio GNP Seguros          | Viva la Mayhem       | 124 000    | $15 500 000          |
| 3 de mayo    | Rio de Janeiro   | Brasil         | Playa de Copacabana          | Mayhem on the Beach  | 2 500 000  | Concierto gratuito   |
| 18 de mayo   | Singapur         | Singapur       | Estadio Nacional de Singapur | Lion City Mayhem     | 193 000    | $40 800 000          |
| 19 de mayo   | Singapur         | Singapur       | Estadio Nacional de Singapur | Lion City Mayhem     | 193 000    | $40 800 000          |
| 21 de mayo   | Singapur         | Singapur       | Estadio Nacional de Singapur | Lion City Mayhem     | 193 000    | $40 800 000          |
| 24 de mayo   | Singapur         | Singapur       | Estadio Nacional de Singapur | Lion City Mayhem     | 193 000    | $40 800 000          |